# Jan Mikołajczak
Jan Mikołajczak (ur. 6 sierpnia 1948 w Ziółkowie, zm. 11 października 2014) – polski zootechnik, profesor nauk rolniczych, rektor Bydgoskiej Szkoły Wyższej.

## Życiorys
Syn Ignacego i Pelagii. Absolwent Wydziału Zootechniki Akademii Rolniczej w Poznaniu. W 1978 uzyskał stopień doktora, a w 1986 doktora habilitowanego nauk rolniczych. W 1994 został profesorem uczelnianym, a 22 grudnia 1994 otrzymał tytuł profesora nauk rolniczych. W pracy naukowej specjalizował się w zakresie paszoznawstwa i żywienia zwierząt, w tym kiszonek oraz wzbogacania wartości pasz. Promotor co najmniej sześciu rozpraw doktorskich. 
Został pracownikiem naukowym Akademii Techniczno-Rolniczej w Bydgoszczy, gdzie przepracował łącznie 41 lat. W latach 1991–1996 prodziekan ds. studenckich, a następnie w latach 1996–2002 dziekan Wydziału Zootechnicznego Akademii Rolniczo-Rolniczej w Bydgoszczy (później Uniwersytetu Przyrodniczego). W latach 2000–2012 kierował na tej uczelni Katedrą Żywienia Zwierząt i Gospodarki Paszowej. Równocześnie na początku XXI wieku został prorektorem, a następnie rektorem Wyższej Szkoły Informatyki i Nauk Społeczno–Prawnych w Bydgoszczy (następnie pod nazwami Wyższa Szkoła Informatyki i Przedsiębiorczości w Bydgoszczy oraz Bydgoska Szkoła Wyższa). Został członkiem Komitetu Nauk Zootechnicznych w ramach Wydziału V Nauk Rolniczych, Leśnych i Weterynaryjnych Polskiej Akademii Nauk. Był także członkiem dwóch zespołów Komitetu Badań Naukowych, członkiem zespołu ds. środków żywienia zwierząt przy Ministerstwie Rolnictwa i Rozwoju Wsi, przewodniczącym Lokalnej Komisji Etycznej ds. Badań na Zwierzętach województwa kujawsko-pomorskiego (2009–2010), wiceprzewodniczącym Komitetu Okręgowego Olimpiady Wiedzy i Umiejętności Rolniczych (1991–2007).
Był żonaty z Danutą. 15 października 2014 pochowany na cmentarzu katolickim św. Wincentego à Paulo w Bydgoszczy.

## Działalność polityczna
W 1967 wstąpił do Polskiej Zjednoczonej Partii Robotniczej. Był członkiem POP i I sekretarzem OOP PZPR (przy Wydziale Zootechnicznym ART), w 1987 został I sekretarzem Komitetu Uczelnianego PZPR przy ART w Bydgoszczy. Działał również w Związku Nauczycielstwa Polskiego. W wyborach do Europarlamentu w 2004 otwierał listę wyborczą Socjaldemokracji Polskiej w okręgu nr 2.

## Odznaczenia
W 2001 roku odznaczony Krzyżem Kawalerskim Orderu Odrodzenia Polski.  Dwukrotnie otrzymał nagrodę zespołową Ministra Nauki, Szkolnictwa Wyższego i Techniki (1979, 1980), a trzykrotnie nagrodę Ministra Rolnictwa i Rozwoju Wsi (1978, 2004, 2006).